# 무예제보
무예제보(武藝諸譜)는 서울특별시 용산구 국립한글박물관에 있는 가장 오래된 조선시대의 무예서(책)이다. 2019년 2월 14일 서울특별시의 유형문화재 제437호로 지정되었다.

## 지정 사유
1598년(선조31) 한교(韓嶠, 1556~1627)가 왕명으로 명나라의 병법서 기효신서(紀效新書) 등을 참고하여 편찬한 다음, 그 내용을 국어로 번역하여 목판으로 간행한 원간본을 저본으로 1714년에 다시 중간한 목판본 1책이다.
임진왜란과 정유재란을 겪으면서 군사 훈련의 필요성이 커짐에 따라, 명나라 군대의 병법과 전술의 도입을 위해 대봉(大棒, 곤봉), 등패(藤牌, 방패), 낭선(狼筅), 장창(長鎗, 긴창), 당파(鎲鈀), 장도(長刀, 검)라는 6종의 개인 무기를 만드는 법과 조련법을 사병이 쉽게 이해할 수 있도록 그림과 함께 해설한 것이다.
조사 대상본의 원간본은 수원화성박물관과 프랑스 동양언어문화학교에 소장되어있으나, 중간본의 존재는 지금까지 알려져 있지 않은 유일본이다.

## 조사보고서
이 책은 1598년(선조 31)에 한교(韓嶠, 1556~1627)가 왕명으로 명나라의 병법서 기효신서(紀效新書) 등을 참고하여 편찬한 다음 그 내용을 국어로 번역하여 목판으로 간행한 원간본을 저본으로 1714년에 다시 중간한 목판본 1책이다. 처음으로 간행한 원간본은 현재 수원화성박물관과 프랑스 동양언어문화학교 도서관 등에 소장되어 있다.
왕명을 받아 이 책을 편찬한 한교는 한명회(韓明澮, 1415~1487)의 5세손이며 율곡 이이(栗谷李珥, 1536~1584)와 성혼(成渾, 1535~1598)을 따라 학문을 배워 천문, 지리, 병학서 등에 두루 통하였던 인물이다. 그는 유성룡(柳成龍, 1542~1607)의 천거로 낭관이되었고, 1594년(선조 27)에 훈련도감이 설치되자 그 곳에 봉직하면서 명나라 장수 허국위에게 창법 등 살수(殺手)의 훈련법을 전수받아 편찬하였다.
당시 조정은 임진왜란과 정유재란 양난을 겪으면서 적군을 방비할 군사 훈련의 필요성이 커짐에 따라 명나라 군대의 병법과 전술의 도입이 시급하였다. 이에 대봉(大棒, 곤봉), 등패(藤牌, 방패), 낭선(狼筅), 장창(長鎗, 긴창), 당파(鎲鈀), 장도(長刀, 검)라는 6종의 개인무기를 만드는 법과 조련법을 사병이 쉽게 이해할 수 있도록 그림과 함께 해설한 것이다.
조사 대상본은 중간본으로 1권 1책의 목판본이며, 지질은 전형적 닥종이(楮紙)로 표백과 도침이 잘되어 있는 상품지이다. 전체가 63장인데, 목록 1장, 본문 59장, 발문 3장으로 구성되어 있다. 본문의 내용은 먼저 한문으로 기록하고 그 내용을 우리 글로 번역하여 1글자를 내려서 기술하는 방식으로 편집되어 있다. 그리고 본문 사이사이에 무예를 조련하는 내용을 그림으로 삽입하여 수련자의 이해를 돕고자 하였다.
조사 대상본의 형태적 특징을 살펴보면, 변란은 사주단변(四周單邊)으로 반곽의 크기는24.0×15.5cm이다. 반엽을 기준으로 전체 10행으로 되어 있는데, 한 행의 경문은 20자로 배되어 있다. 그러나 중앙의 판심부에는 상하에 2엽화문 어미가 서로 내향하고 있으며, 판심제는 어미 사이에 '武藝諸譜'라는 서명이 기재되어 있으며, 아래로 장차(張次)가 표시되어 있다.
중간본은 원간본을 저본으로 그대로 판각하였기 때문에 내용과 판식 상 큰 차이를 보이지 않고 있으나, 어미가 원간본은 3엽화문 어미인데 중간본은 2엽으로 판각되어 있으며 권말에 원간본에는 없는 대자로 쓴 발문이 추가로 수록된 점이 다르다.
특히 조사 대상본의 권말에 이이명(李頤命, 1658~1722)이 갑오년(甲午年)에 썼다는 발문이 추가로 수록되어 있어 중간본의 간행 연대는 이이명이 생존한 시기의 갑오년인 1714년(숙종 40)임을 알 수 있다. 전반적으로 비교적 보존 상태가 양호하나 뒷 표지의 일부가 보수된 것으로 보인다.
조사 대상본의 원간본은 수원화성박물관과 프랑스 동양언어문화학교에 소장되어 있으나, 중간본의 존재는 지금까지 알려져 있지 않은 유일본이다. 따라서 국립한글박물관 소장 『무예제보』는 지금까지 알려져 있지 않던 새로 발견된 유일한 중간본이므로 서울시 유형문화재로 지정할 만한 가치가 충분한 것으로 판단된다.

## 같이 보기
- 한국의 도검
- 한국 무술

## 참고 문헌
- 무예제보 - 국가유산청 국가유산포털